# إيتاليا ريتشي
ستيفاني إيتاليا ريتشي (بالإنجليزية: Italia Ricci) (ولدت في 29 أكتوبر 1986; ريتشموند هيل، أونتاريو، كندا) ممثلة كندية، عرفت بظهروها في عدد من الأدورا السينمائية والتلفزيونية منها المسلسل الدرامي الناجي المعين (2016)، ومطاردة الحياة (2014) و سوبيرجيرل (2015). وهي متزوجة من روبي أميل منذ 15 أكتوبر 2016.

## نشأتها
ولدت ستيفاني-إيتاليا ريتشي في ريتشموند هيل، أونتاريو، وهي من أصل إيطالي. تخرجت من جامعة كوينز، حيث قامت بأعمال خيرية مثل Water Can، وهي منظمة غير ربحية تعمل على إنشاء آبار المياه في أفريقيا. كان ريتشي سفيرًا للوقوف في وجه السرطان وداعمًا لصندوق أبحاث سرطان المبيض.

## روابط خارجية
- إيتاليا ريتشي على موقع IMDb (الإنجليزية)
- إيتاليا ريتشي على موقع ألو سيني (الفرنسية)
- إيتاليا ريتشي على موقع أول موفي (الإنجليزية)
- إيتاليا ريتشي على موقع قاعدة بيانات الأفلام السويدية (السويدية)
- إيتاليا ريتشي على موقع قاعدة بيانات الفيلم (الإنجليزية)
- إيتاليا ريتشي على موقع كينوبويسك (الروسية)
- Italia Ricci  على فيسبوك.
- italiaricciعلى تويتر.